# تپه حبشی سفلی (خرگوش تپه)
تپه حبشی سفلی (خرگوش تپه) مربوط به دوران‌های تاریخی پس از اسلام است و در شهرستان خوی، بخش قطور، روستای حبشی سفلی واقع شده و این اثر در تاریخ ۱۷ اسفند ۱۳۸۱ با شمارهٔ ثبت ۷۸۳۳ به‌عنوان یکی از آثار ملی ایران به ثبت رسیده است.